# Загальна Користь (зупинний пункт)
Зага́льна Ко́ристь — пасажирський залізничний зупинний пункт Херсонської дирекції Одеської залізниці на неелектрифікованій лінії Миколаїв — Долинська між станціями Новий Буг (6 км) та Новополтавка (12 км). Розташований в однойменному селі Баштанського району Миколаївської області.

## Пасажирське сполучення
На зупинному пункті Загальна Користь зупиняються приміські поїзди сполученням Долинська — Миколаїв.